# Uníson
Un uníson és la coincidència de dos o més instruments musicals o veus interpretant un mateix so, o una mateixa melodia. Per extensió, també es pot considerar que es produeix un uníson si la relació que hi ha entre els instruments o veus no és de coincidència en altura sinó que es troben a una distància d'una o més octaves.
L'uníson és també l'interval que formen dos tons (o dues notes) de la mateixa altura.